# Technomyrmex gibbosus
Technomyrmex gibbosus é uma espécie de formiga do gênero Technomyrmex.